# 発火犂

発火犂による発火法（ バヌアツ）

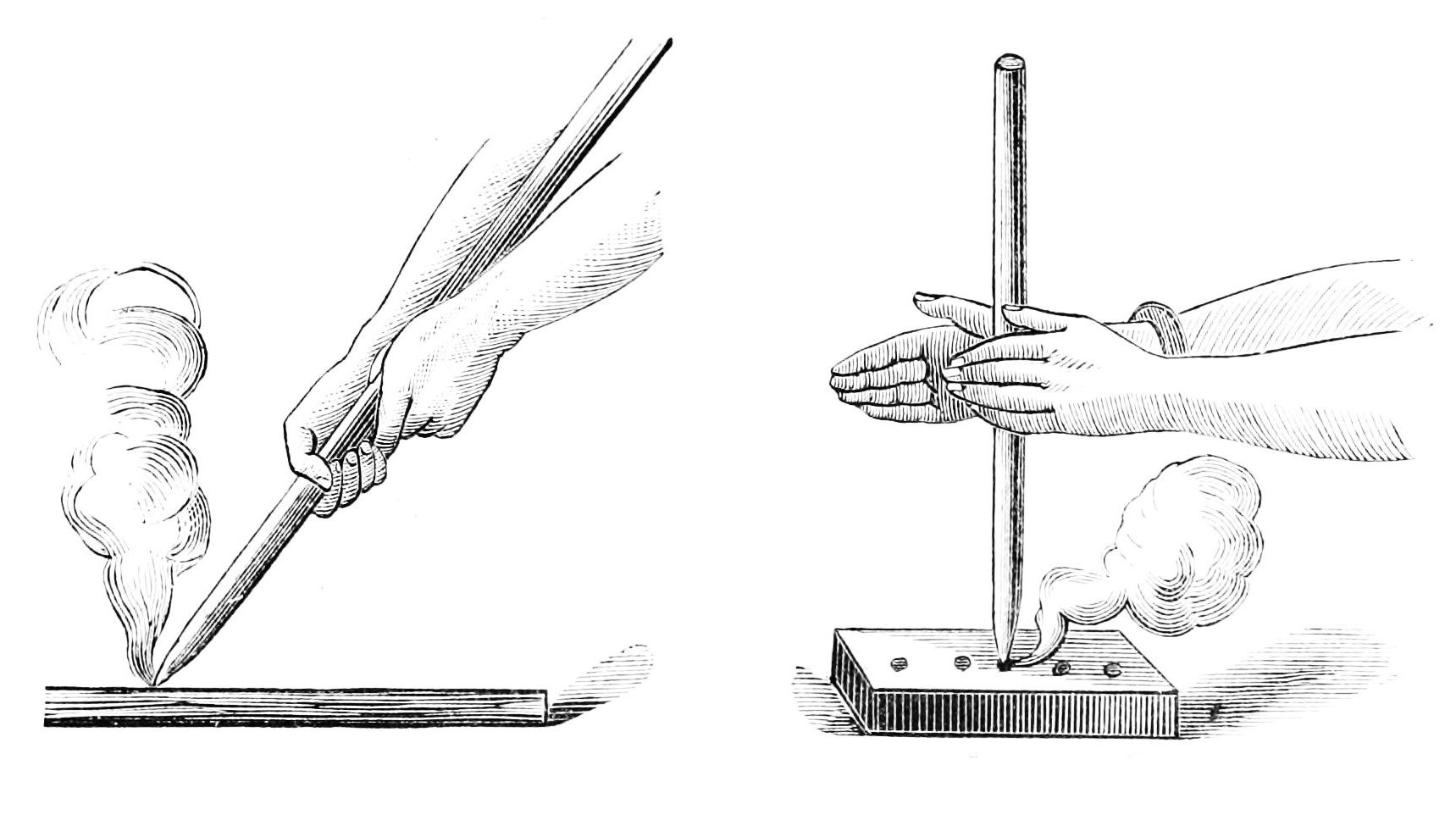
発火犂（左)、錐もみ式発火法(右)

発火犂（はっかり、英: fire-plough）は、畑を犂（プラウ）で耕すように、木材の上で木材の小片を縦に激しく往復運動させることで発生する摩擦熱によって火を起こす道具。発火法の一種である。

## 分布
発火鋸（fire-saw）や発火籐（sawing-thong）、発火犂（fire-plough）は、インドネシアからオセアニアの地域に広くみられる往復運動による発火具である。これらの中で発火犂は特にオセアニアに特徴的にみられる発火具である。メラネシア、ポリネシア、ミクロネシアに広くみられる。ニューギニアでは標準的な方法とされている。
日本では確認されていない。